# Speranza pustularia

Speranza pustularia är en fjärilsart som beskrevs av Alpheus Spring Packard 1876. Speranza pustularia ingår i släktet Speranza och familjen mätare. Inga underarter finns listade i Catalogue of Life.

## Bildgalleri

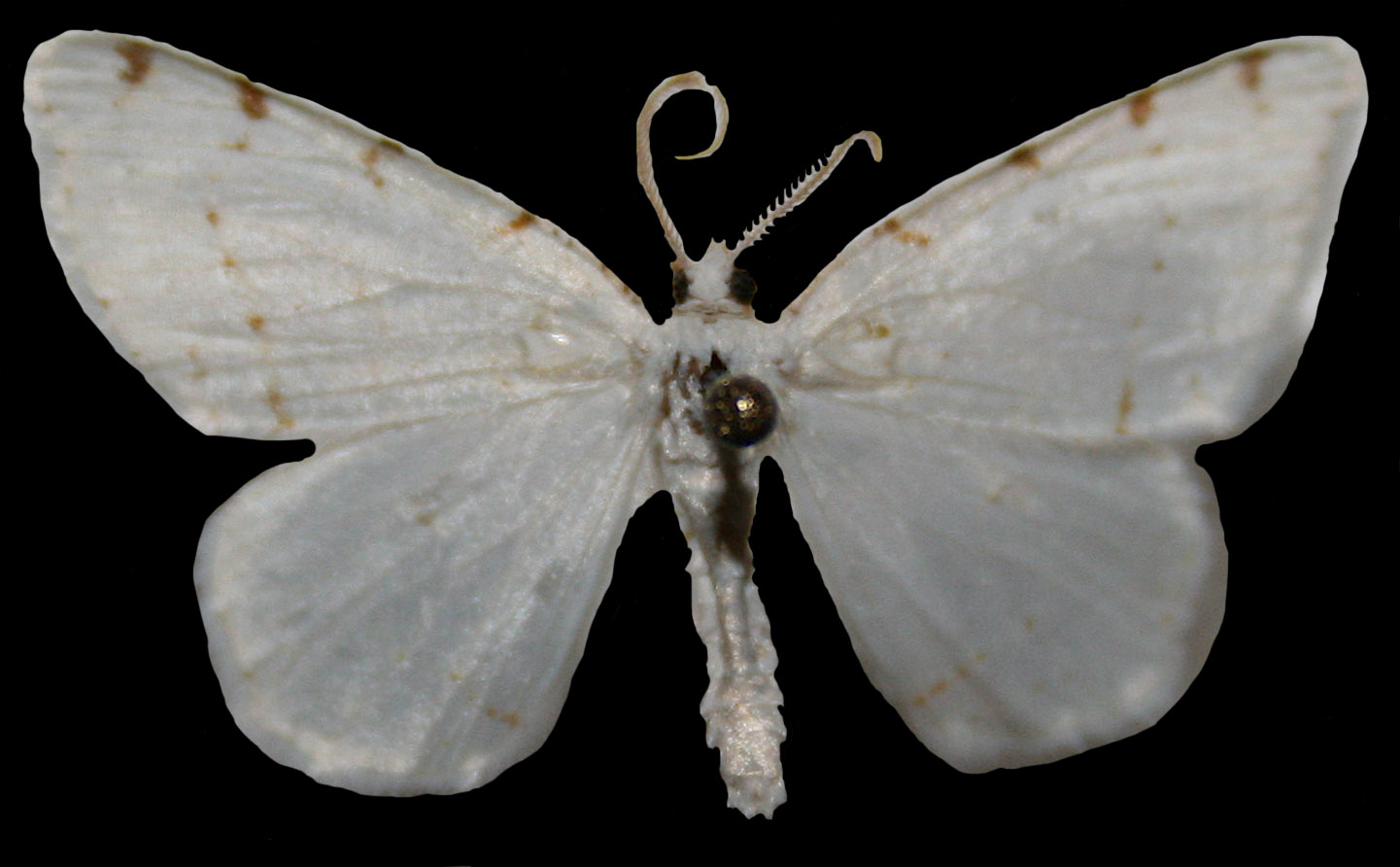